# Trekboer

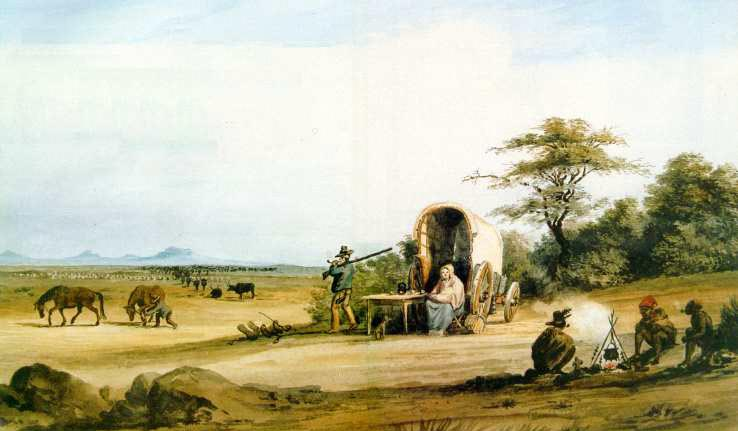
Un grupo de trekboers cruza el Karoo.

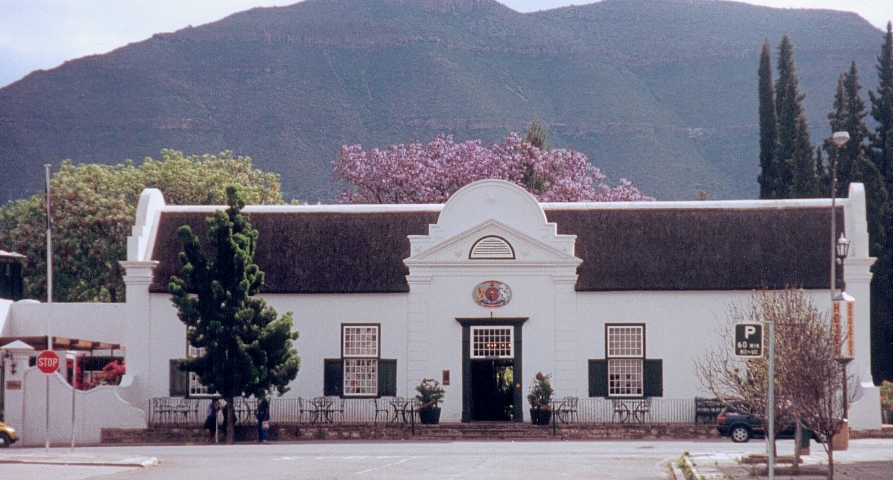
Graaff-Reinet era la ciudad desde la que partieron buena parte de los emigrantes durante el Gran Trek. Situada en medio del Valle de la Desolación, constituía una auténtica ciudad de frontera en medio del llamado Salvaje Este. En la imagen se observa la Drostdy, la mansión del gobernador neerlandés, símbolo de la ley y el orden.

Los bóeres (del afrikáans boer, AFI: /bur/ «campesino» o «granjero») son campesinos de origen neerlandés, colonos en territorios que en la actualidad forman parte de Sudáfrica. Llegaron con los primeros viajes de la Compañía Neerlandesa de las Indias Orientales (VOC). Durante la colonización neerlandesa de Sudáfrica, otros elementos, aparte de los neerlandeses, se incluyeron con los bóeres: inmigrantes belgas, hugonotes. Los bóeres están íntimamente relacionados con los afrikáneres, quienes, a pesar de compartir todas las características mencionadas, se diferencian de ellos solo por el hecho de habitar la Colonia del Cabo.[cita requerida]
Con el descubrimiento de oro y de diamantes en aquellas tierras, Gran Bretaña quiso anexarse aquellos territorios, lo que derivó en un abierto enfrentamiento durante las llamadas Guerras de los Bóeres, que ocurrieron en los periodos 1880-1881 y 1899-1902 —en este último lapso, en el sitio de Mafeking fue protagonista Robert Baden-Powell, fundador del escultismo mundial—.